# Barbus luapulae
Barbus luapulae es una especie de peces de la familia Cyprinidae, orden Cypriniformes.
Son peces dulceacuícolas africanos del río Luapula que pueden llegar alcanzar los 13 cm de longitud total.